# Walter Kolbow
Walter Kolbow, né le 27 avril 1944 à Spittal an der Drau (Reichsgau Kärnten, Troisième Reich) et mort le 28 avril 2024 à Ochsenfurt (Bavière), est un homme politique allemand du parti social-démocrate SPD .
Il est secrétaire d'État parlementaire  (1998-2005) au ministère fédéral de la Défense, ainsi que vice-président du groupe parlementaire SPD au Bundestag allemand (2005-2009).

## Biographie
Après ses études primaires à Ingolstadt et à Ochsenfurt (Bavière), Walter Kolbow a obtenu son diplôme du Röntgen-Gymnasium Würzburg en 1964, et a par la suite accompli le service militaire obligatoire jusqu'en 1966 au sein de l'armée de l'air allemande, dont il est capitaine de réserve. Il étudie le droit à l'Université de Würzburg et à l'Université allemande des sciences administratives de Spire. En 1970, il obtient les Erstes Juristisches Staatsexamen et en 1974 les Zweites Juristisches Staatsexamen. L'année suivante, Walter Kolbow commence à travailler pour l'administration locale de Francfort. Entre 1978 et 1980, il effectue des recherches scientifiques pour la Fondation Friedrich-Ebert.

### Carrière politique
Walter Kolbow rejoint le Parti social-démocrate allemand (SPD) en 1967. Jusqu'en 2008, il est président de la section régionale d'Unterfranken (Bavière) dont il devient président d'honneur.
De 1972 à 1976, il est membre du conseil municipal d'Ochsenfurt, et de 1978 à 1981 de celui de Würzburg.
Aux élections de 1980 en Allemagne de l'Ouest, il devient membre du Bundestag allemand. Entre 1994 et 1998, il devient le porte-parole de son groupe parlementaire pour la politique de défense. À la suite des élections de 1998, il rejoint le gouvernement fédéral du chancelier Gerhard Schröder et est nommé secrétaire d'État parlementaire au ministère fédéral de la Défense sous la direction des ministres Rudolf Scharping et Peter Struck jusqu'en 2005. Durant son mandat, il a également été le « Représentant humanitaire en Allemagne » chargé de la coordination de l'aide humanitaire en Macédoine. Walter Kolbow est connu pour son engagement envers les soldats allemands victimes des radiations et trouble de stress post-traumatique (SSPT).
Entre 2005 et 2009, il est vice-président du groupe parlementaire SPD  responsable des politiques étrangères et du développement, des questions de défense et des droits de l'homme jusqu'à 2005. Après 29 ans de travail parlementaire, Walter Kolbow prend en 2009 sa retraite du Bundestag allemand .

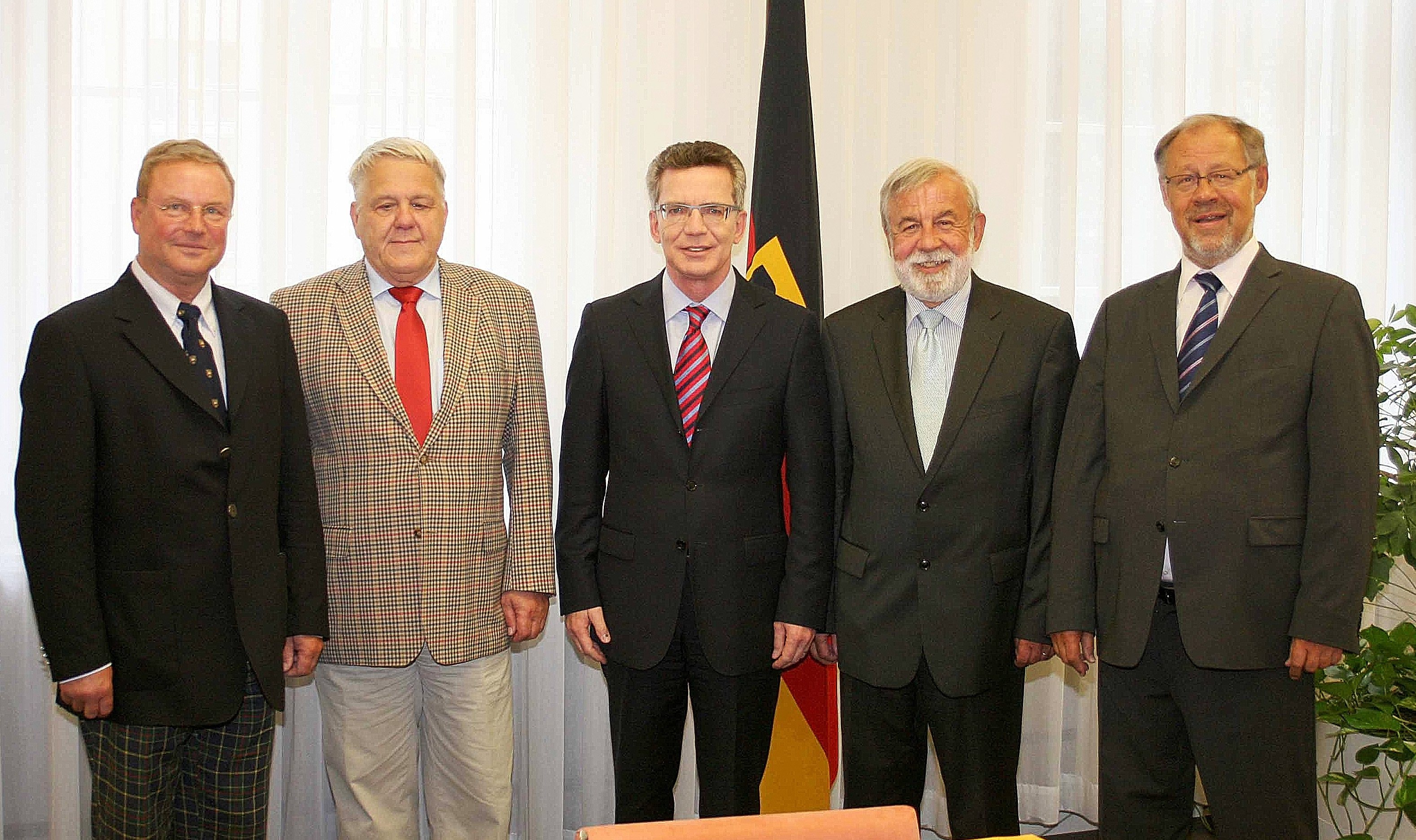
Walter Kolbow (à droite) en 2011.

Après avoir quitté la politique, il est nommé conseiller du Berlin Consulting Group et assiste les institutions publiques et privées dans le domaine de la santé en Europe. Walter Kolbow est également président de la Commission sur la sécurité et les questions de la Bundeswehr, qui conseille le comité directeur fédéral du SPD.

### Autres activités
- Académie fédérale des politiques de sécurité (BAKS), membre du conseil consultatif (depuis 2015) [8]
- Fondation Friedrich Ebert (FES), membre[9]

### Vie privée
Walter Kolbow est marié et a deux enfants. Son fils, Alexander Kolbow (SPD), est conseiller municipal de Würzburg.

## Distinctions
- 2009 : Médaille constitutionnelle en argent
- 2009 : Honoris Causa - Médaille pour avoir été « à l'avant-garde avec le public » du Carneval Club Versbach (Wurtzbourg)
- 2009 : Bague d'honneur de la ville de Würzburg
- 2012 : Ordre du Mérite de la République fédérale d'Allemagne[10]